# Humicolopsis cephalosporioides
Humicolopsis cephalosporioides är en svampart som beskrevs av Cabral & Marchand 1976. Humicolopsis cephalosporioides ingår i släktet Humicolopsis, divisionen sporsäcksvampar och riket svampar.   Inga underarter finns listade i Catalogue of Life.